# 大陸委員會澳門辦事處

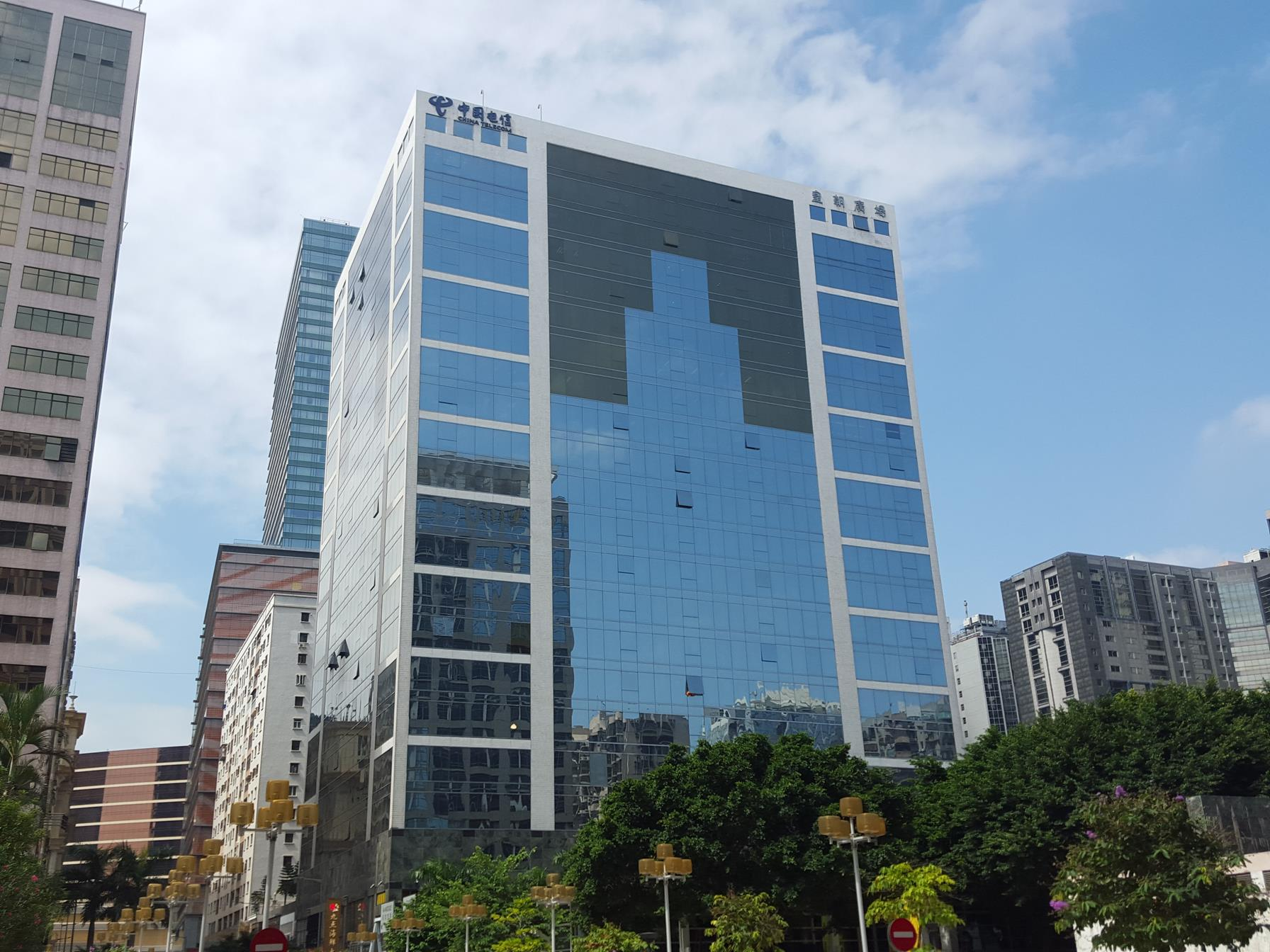
辦事處所在的皇朝廣場

辦事處左門銘牌

辦事處右門銘牌

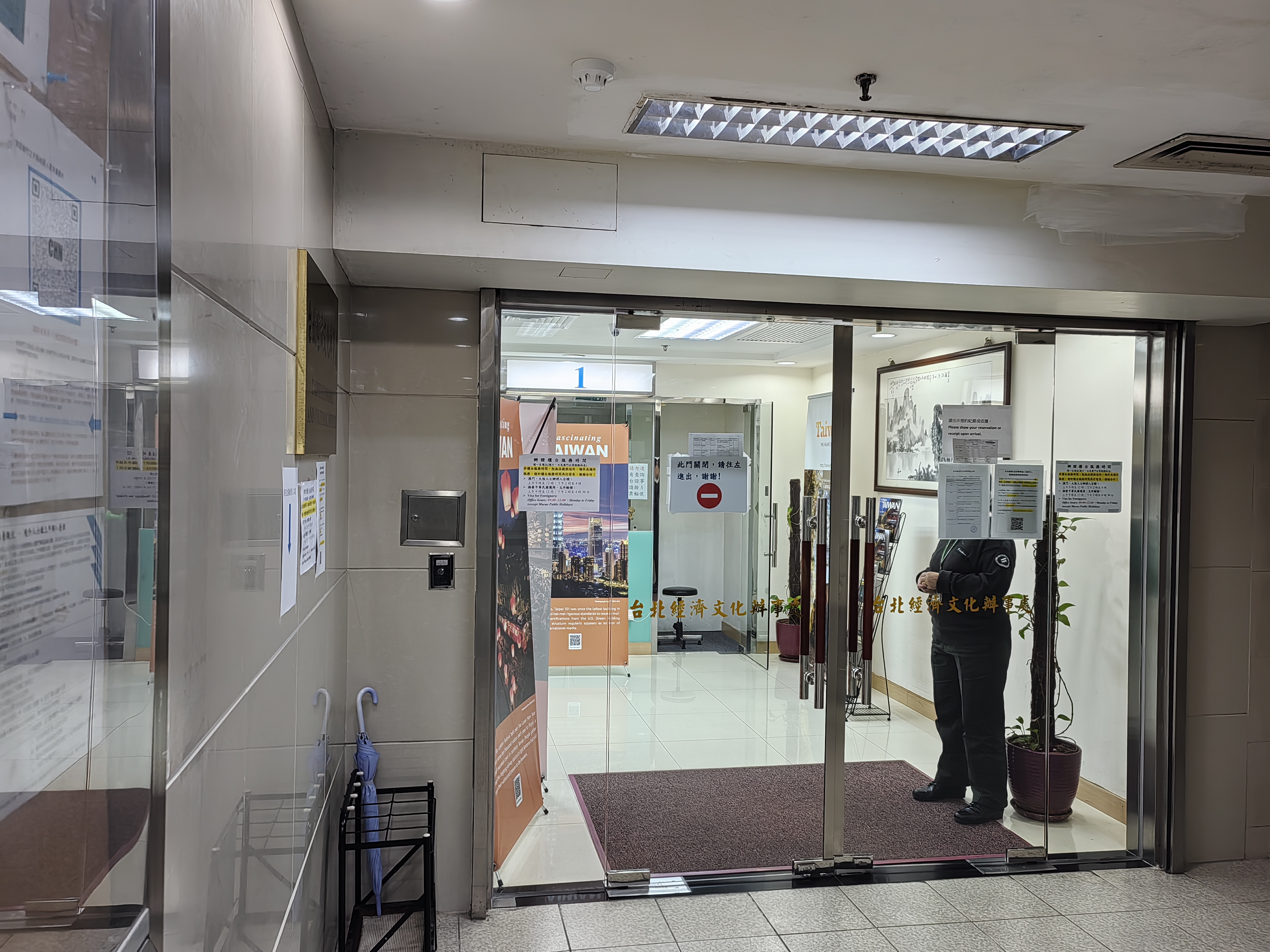
辦事處右門

臺北經濟文化辦事處（澳門）（英語：Taipei Economic and Cultural Office in Macau）是中華民國政府駐澳門最高辦事機構，机構名称为大陸委員會澳門辦事處，隸屬大陸委員會，專責處理臺、澳關係的相關事務。事務處在澳門對外以「台北經濟文化辦事處」名義運作，首長對外冠以「台北經濟文化辦事處主任」職銜；在2011年7月4日前，事務處係以臺北經濟文化中心名義運作。依澳门法律遵行的“一个中国”原则，该机构在澳门当地名義上不具外交代表機構身份。

## 歷史
過往中華民國在澳最高級官員為中華民國外交部駐澳門特派員，辦事處稱「中華民國外交部駐澳門特派員公署」，後更名為「中華民國外交部兩廣特派員駐澳門專員公署」，此職向外交部部長及廣東省政府主席雙重負責，在1940年代末期被視為中國政府駐澳最高級官員。
自1967年一二·三事件，中華民國政府機構不能以官方名義於澳門出現，於是關閉公署。1975年，葡萄牙与中华民国断交。1979年，葡萄牙与中华人民共和国建交。1986年，葡萄牙与中华人民共和国开始澳门政权移交谈判。1989年因六四事件，中华人民共和国与西方国家关系交恶。中華民國外交部派出李梅章重设驻澳门机构——「澳門臺北貿易商社」。当时，是以「澳門臺北貿易商社」的葡萄牙文名稱——「Agência Comercial e de Turismo Taipei」登記。因中文非澳门官方语言，故未使用中文名稱。该葡萄牙文名称又可直译为「臺北旅遊貿易商行」。注册登记为“民間機構”。1990年，增列中英文名稱「駐澳門台北貿易旅遊辦事處」（Taipei Trade & Tourism Office）。中華民國外交部对内使用的名字是「駐澳門辦事處（駐澳門台北貿易旅遊辦事處）」（Taipei Trade and Tourism Office, Macau）。
中华人民共和国方面认为「駐澳門台北貿易旅遊辦事處」中使用的「駐」字，凸顯中華民國政府的「兩個中國」主张。1995年时，時任「駐澳門台北貿易旅遊辦事處」處長王允昌试图處理名稱問題，改名企图遭到中華民國外交部否决。1999年澳门政权移交前，中华人民共和国方面派人与时任「駐澳門台北貿易旅遊辦事處」處長厲威廉（時任中國國民黨中央常務委員、臺北市議會議員厲耿桂芳夫婿）就名稱問題“傳話”、“頻密接觸”。12月20日澳门政权移交后，「駐澳門台北貿易旅遊辦事處」改名为「台北經濟文化中心」，从外交部改隶行政院大陸委員會，原「駐澳門台北貿易旅遊辦事處」處長厲威廉仍任主任。12月28日，新华社從澳門發出一則簡短電訊，正面報導改名为「台北經濟文化中心」一事，释放了中华人民共和国中央政府间接承認及接受新名稱的訊息。
2011年3月，澳門行政長官辦公室正式向中華民國政府提出來台設立辦事機構之具體規劃。同時，陸委會提出駐澳門機構對外名稱更名及功能地位提升問題，双方進行磋商达成共識。7月4日，陸委會主委賴幸媛召開記者會，宣布澳門政府同意自即日起「台北經濟文化中心」改名為「台北經濟文化辦事處」。该机构的功能與地位將隨之提升，澳門政府同意給予中華民國駐澳人員類似一般駐外人員的優遇安排。同时，行政院依《香港澳門關係條例》核准澳門政府來台設立「澳門經濟文化辦事處」。2012年5月21日，陸委會主委賴幸媛為駐澳門的「台北經濟文化辦事處」揭牌。
2019年7月，陸委會派任張多馬接替陳雪懷的處長職務，但因澳門方面拒發簽證而新任處長遲遲無法履新。先後由李佩儒、陳佳鴻代理職務。2021年6月27日，陳佳鴻簽證到期無法續簽，離任返台。29日，陸委會宣布，陳佳鴻簽證到期未獲續簽的原因，是拒簽“一个中国承诺书”。此时，该机构僅剩4位職員，簽證有效期最長者可到2022年10月底。若職員未能在此日期前，獲澳門簽證續簽，駐澳門辦事處可能被迫依靠当地雇员运作或關閉。2022年9月，時任陸委會主委表示，剩餘職員已獲澳門政府核發簽證，駐澳門辦事處將持續正常運作。

## 歷屆首長
| 任別                                                     | 姓名                                                   | 就職時間                                               | 卸任時間                                               |
| 澳门台北贸易商社总经理（駐澳門台北貿易旅遊辦事處处长）   | 澳门台北贸易商社总经理（駐澳門台北貿易旅遊辦事處处长） | 澳门台北贸易商社总经理（駐澳門台北貿易旅遊辦事處处长） | 澳门台北贸易商社总经理（駐澳門台北貿易旅遊辦事處处长） |
| -------------------------------------------------------- | ------------------------------------------------------ | ------------------------------------------------------ | ------------------------------------------------------ |
| 1                                                        | 李梅章                                                 | 1989年                                                 | 不详                                                   |
| 2                                                        | 王允昌                                                 | 1995年已到任                                           | 1998年初未卸任                                         |
| 3                                                        | 厲威廉                                                 | 1999年1月                                              | 1999年12月                                             |
| 大陸委員會澳門辦事處处長（臺北經濟文化中心主任）         |                                                        |                                                        |                                                        |
| 1                                                        | 厲威廉                                                 | 1999年12月                                             | 2001年4月                                              |
| 2                                                        | 蔡之中                                                 | 2001年4月                                              | 2004年8月                                              |
| 3                                                        | 陳崇弘                                                 | 2004年11月                                             | 2008年4月                                              |
| 4                                                        | 羅木坤                                                 | 2010年2月                                              | 2011年3月                                              |
| 大陸委員會澳門辦事處处長（駐澳門臺北經濟文化辦事處主任） |                                                        |                                                        |                                                        |
| 4                                                        | 羅木坤                                                 | 2011年3月                                              | 2013年2月                                              |
| 5                                                        | 盧長水                                                 | 2013年2月                                              | 2017年7月                                              |
| 6                                                        | 陳雪懷                                                 | 2017年7月                                              | 2019年7月                                              |
| 7                                                        | 張多馬                                                 | 2019年7月                                              | 因未獲發簽證而在臺北辦公，未能抵任                     |
| 代理                                                     | 李佩儒                                                 | 2019年7月                                              | 2020年4月                                              |
| 代理                                                     | 陳佳鴻                                                 | 2020年5月                                              | 2021年6月                                              |
| 代理                                                     | （未公布）                                             | 2021年7月                                              |                                                        |

## 組織
目前澳門事務處下設三組，並下轄以下機構：

### 服務組
- 掌理中華民國國民急難救助、護照申請、申換、補發及文書驗證、外籍人士簽證事項
- 掌理大陸及港澳人士申請臺灣地區入出境許可證、網簽領證事項。

### 聯絡組
- 掌理經貿、投資、學術、文教及社會各界之交流聯繫、資訊服務及研究。

### 綜合組
- 統籌、研究發展、考核

### 直屬機構
- 澳門國父紀念館

## 外部連結
- 行政院大陸委員會澳門事務處 （页面存档备份，存于）（繁體中文）